# Knud Rex
Knud Rex, född 30 mars 1912 i Köpenhamn, död 24 december 1968 i samma stad, var en dansk skådespelare.

## Rollista i urval
- 1936 – Sol over Danmark
- 1941 – Frk. Kirkemus
- 1947 – Tag vad du vill ha
- 1957 – Ängel i svart
- 1961 – Ung mans duell
- 1965 – Slå först Freddie!
- 1966 – Svält
- 1967 – Människor möts och ljuv musik uppstår i hjärtat